# 木羌叶暗罗
木羌叶暗罗（学名：Polyalthia litseifolia）为番荔枝科暗罗属的植物，是中国的特有植物。分布于中国大陆的云南等地，生长于海拔600米的地区，多生长于山疏林中以及山谷水边林中。